# Beau Joueur
Ne doit pas être confondu avec Le Beau Joueur.
Pour plus de détails, voir Fiche technique et Distribution.
Beau Joueur est un film documentaire français réalisé par Delphine Gleize, sorti en 2019.

## Synopsis
Après une année en Pro D2, l'Aviron bayonnais est de retour dans le Top 14 pour la saison 2016-2017. Mais en octobre 2016, l'équipe est déjà dernière du classement et son objectif devient alors de se maintenir dans l'élite.

## Fiche technique
- Titre original : Beau Joueur
- Réalisation : Delphine Gleize
- Scénario : Delphine Gleize
- Montage : Catherine Zins
- Musique : Éric Neveux et Ilyess Bentayeb
- Production : Jérôme Dopffer
- Société de production : Balthazar Productions
- Société de distribution : Wild Bunch Distribution
- Pays d'origine :  France
- Langue originale : français
- Format : couleurs
- Genre : documentaire
- Durée : 98 minutes
- Dates de sortie : 
  - France : 2 mars 2019 (première au festival Sport, Littérature et Cinéma à Lyon) ; 26 juin 2019 (sortie nationale)

## Distribution
- Vincent Etcheto : lui-même, l'entraîneur de l'Aviron bayonnais